# 鬼灯さん家のアネキ
『鬼灯さん家のアネキ』（ほおずきさんちのアネキ）は、五十嵐藍による日本の4コマ漫画。吾朗が義姉・ハルの悪戯に苦労するマンガ。4コマ漫画形式とストーリー形式とを混在して描かれている。
『ヤングエース』（角川書店）にて創刊号である2009年Vol.1号（2009年7月4日発売）から2011年7月号まで連載された。Vol.1からVol.5までは特別読み切り扱いで、正式連載はVol.6からである。また同社『4コマnanoエース』にて番外編を創刊号であるVol.1に掲載された。単行本は全4巻。2011年12月4日発売の『ヤングエース』2012年1月号において、アニメ化企画進行中と発表されたが現在まで具体的な続報はない。作者の五十嵐もアニメ化についてはわからないという旨を2014年に自身のTwitter上で述べている。
『ヤングエース』2014年5月号より実写映画化記念として、続編である『鬼灯さん家のアネキ（+妹）』の連載が開始し、2018年4月号まで連載された。単行本は全8巻。時系列としては第4巻の後であり、新キャラクターとして鬼灯ハルの親戚の子の『葵』が家族として加わり、前作と比べて性的な描写が増えている。

## 登場人物

### 鬼灯家
鬼灯 ハル（ほおずき ハル）
鬼灯家の次女。弟にさまざまな悪戯を働き、その反応を見るのが趣味。弟思いでブラコン。美人で、文化祭で他校の不良からナンパされるなど異性からモテる。クマに跨って弟を襲わせる能力も持つ。裸エプロンやメイド服などさまざまな衣装を好む。美術のセンスもあり、雪でかなりリアルな吾朗の裸像を作るほど。しかし風邪をひくと、嘘やからかいのキレがなくなる。実は頭が良く、志望校は超難関大学。好きな食べ物は辛い物と甘い物。好きな色はピンク。好きな異性のタイプは筋骨隆々。吾朗については、1巻で水野といるところを目撃し、嫉妬するような仕草も見られたが、今のところはそれが異性としての恋愛なのか、それとも姉としての家族愛なのかは、本人にもまだ分かっていない様子。
吾朗と家族になった当初は、内向的でろくにコミュニケーションできない弟との接し方に迷っていた。しかし、吾朗が性的な事柄には過敏に反応することに気付いてからは、セクハラまがいの行為を繰り返して少しずつ吾朗の心を開いていった。ただし、吾朗が他人と普通に接することができるようになってからも、吾朗への挑発的な行動は収まっていない。
続編ではセクハラの内容が、よりエスカレートしている。
鬼灯 吾朗（ほおずき ごろう）
鬼灯家の長男で、ハルの弟。ただし血は繋がっていない。高校1年生。妹系のアダルトビデオを隠し持っているが、姉系も小数ながら所持し、また所謂恋愛ゲームでは姉キャラを好んで攻略する。通学時はいつも姉と一緒に登校し、携帯電話の待ち受けも姉の顔写真を使うなどのシスコンである。進路調査では姉と同じ大学にしている。背が高くジャニーズ系の黒髪で、姉の同級生からはモテる様子。ただ、ハルと出会うまでは根暗で引きこもっていた。姉からは変態扱いされ、「弟の変態が治りますように」が姉の新年の抱負だった。運動音痴でろくにボールも投げられないが、実はクマと素手で戦い勝利（ただし自分も重傷）し、その後も崖から転落し背中に矢が刺さるも生還するなどの体力はある。M男であり、「変態」と呼ばれると喜ぶ。好きな食べ物は姉を視界に入れつつ食べるごはん。好きな色は姉の髪の色。好きな異性のタイプは姉そのもの。
ハルが姉になったころは、常に暗い表情で会話もろくにできない少年だったが、ハルからの度重なるセクハラ行為によって、他人と普通に接することができるようになっていった。
続編では様々な理由でよく脱ぐ。
楓（かえで）
吾朗の血の繋がった姉。28歳。背が高く黒髪のロングヘア。体にタトゥーを入れており、へそピアスを付けている。目つきが悪く喫煙者で言葉遣いも悪い。一人暮らしで部屋も荒れている。彼氏持ち。ヘビースモーカー。犬好き。吾朗がハルと楽しくしているのがわかり、安心するなど弟思い。バレンタインデーを知らない。

### ハルの女友達
京子（きょうこ）
普段から兄のお下がりを着ているため男に見え、吾朗からも誤解されている。だが本人は女の子らしくありたいと思っており、年相応に女の子の悩みを持っている。料理下手で包丁を逆手に持って突き刺すように刻んだり、バレンタインチョコを作るために魚やリンゴを具材に使おうとしたりする。胸が小さいのがコンプレックス。バレー部所属。運動神経抜群で女子からモテモテ。ホラー系のビデオが苦手で吾朗と一緒に怖がる。制服（スカート）を着て吾朗に話しかけたことがあるが、吾朗は京子と気付かなかった。
美咲（みさき）
ロングヘアで前髪をピンで留めている。異常変態性癖の持ち主。吾朗を愛するも当人からは恐れられている。吾朗のこととなれば形振り構わず変態的なアプローチを仕掛け、その度にハルに阻止されている。吾朗に振り向いてもらうため、怪しい媚薬（その後自分で飲んだがかなりの効果がある模様）や睡眠薬入りバレンタインチョコ（モザイクが掛かるほどの得体の知れない代物）を自作したこともある。
続編では変態性が強くなっている。
芽衣子（めいこ）
前髪を切り揃えたパッツン髪で、後ろ髪は束ねてポニーテールにしている。初期は髪形がストレートのロングヘアだった（パッツンは変わらず）。マイペースで面倒くさがりな性格。面白半分で吾朗と美咲を引き合わせようとする。

### 吾朗のクラスメイト
水野 麻衣（みずの まい）
黒髪で少々ダウナーな女性。人付き合いが苦手で友達は少ない（本人曰く『同性に嫌われるタイプ』）。また病弱であることが原因で家族に気を遣われることを鬱陶しく思っていて、家にいることが好きでなくしばしば外をぶらついている。放課後などは近所の公園をぶらついたり、お茶したり、一人カラオケや一人漫画喫茶で時間を潰しているらしい。それが元で、お金をかけずに時間を潰す場所に詳しい。一応バイトはしている。
家庭事情について、吾朗に相談することがよくある。また、何かと鬼灯家との絡みが多い。
続編では吾朗との距離が縮まっているようである。

## 書誌情報
- 五十嵐藍 『鬼灯さん家のアネキ』 角川書店発行、角川グループパブリッシング販売〈角川コミックス・エースエクストラ〉、全4巻
  1. 2010年7月3日発売 ISBN 978-4-04-854506-8
  2. 2010年10月4日発売 ISBN 978-4-04-715558-9
  3. 2011年7月4日発売 ISBN 978-4-04-715735-4
  4. 2011年12月3日発売 ISBN 978-4-04-120028-5
- 五十嵐藍 『鬼灯さん家のアネキ（+妹）』 角川書店BC編集、KADOKAWA発売・販売〈角川コミックス・エース〉、全8巻
  1. 2014年7月26日発売 ISBN 978-4-04-101584-1
  2. 2014年12月29日発売 ISBN 978-4-04-102805-6
  3. 2015年5月2日発売 ISBN 978-4-04-103089-9
  4. 2015年9月4日発売 ISBN 978-4-04-103090-5
  5. 2016年4月4日発売 ISBN 978-4-04-103933-5
  6. 2016年10月4日発売 ISBN 978-4-04-104817-7
  7. 2017年4月4日発売 ISBN 978-4-04-105360-7
  8. 2018年4月4日発売 ISBN 978-4-04-106710-9

## 映画
2014年9月6日公開。主人公が漫画版の鬼灯吾朗から姉の鬼灯ハルへ交代となる。

### キャスト
- 鬼灯ハル - 谷桃子
- 鬼灯吾朗 - 前野朋哉
- 水野麻衣 - 佐藤かよ
- 楓 - 川村ゆきえ
- 美咲 - 古崎瞳
- 小泉 - 岡山天音
- 鬼灯麻里子 - 葉山レイコ
- 桃瀬 - 水澤紳吾
- 鬼灯イサム - モト冬樹

### スタッフ
- 原作 - 五十嵐藍（株式会社KADOKAWA 角川書店刊）
- 監督・編集 - 今泉力哉
- 脚本 - 片岡翔、今泉力哉
- 音楽 - 曽我淳一（トルネード竜巻）
- 主題歌 - 浜崎貴司「家族」（スピードスターレコーズ）
- エグゼクティブプロデューサー - 井上伸一郎
- 制作 - 安田猛、水口昌彦
- 企画 - 菊地剛
- プロデューサー - 大森氏勝、千綿英久、柴原祐一
- ラインプロデューサー - 本島章雄
- 撮影 - 岩永洋
- 照明 - 長田青海
- 録音 - 西條博介
- 美術 - 山下修侍
- 装飾 - 西渕浩祐
- 衣装 - 宮本まさ江
- ヘアメイク - 渡邊茜
- 音響効果 - 丹雄二
- キャスティング - 楠間由野
- 助監督 - 石川博之
- 制作担当 - 佐藤潤
- 製作プロダクション - 角川大映スタジオ
- 制作プロダクション - ダブ
- 製作 - KADOKAWA、ポニーキャニオン
- 配給 - KADOKAWA、SPOTTED PRODUCTIONS